# مرزة المستنقعات الغربية

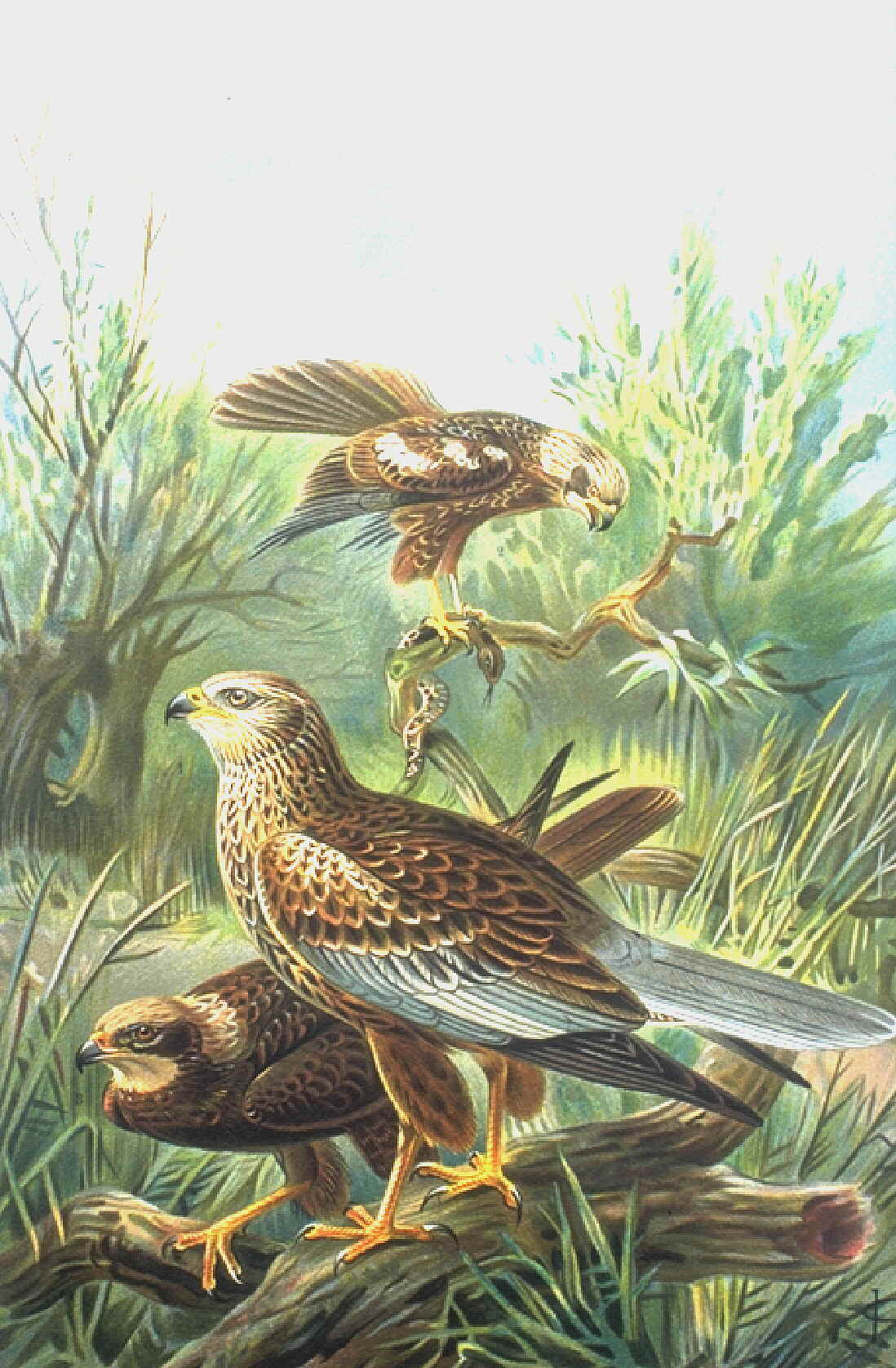

مرزة المستنقعات الغربية وتسمى أيضا مرزة البطائح (الاسم العلمي: Circus aeruginosus) (بالإنجليزية: Western Marsh Harrier)، هو طائر جارح ينتمي إلى البازية (فصيلة: Accipitridae)، ويوجد في منطقة مناخ معتدل وشبه الاستوائية غرب أوراسيا المتاخمة لافريقيا.

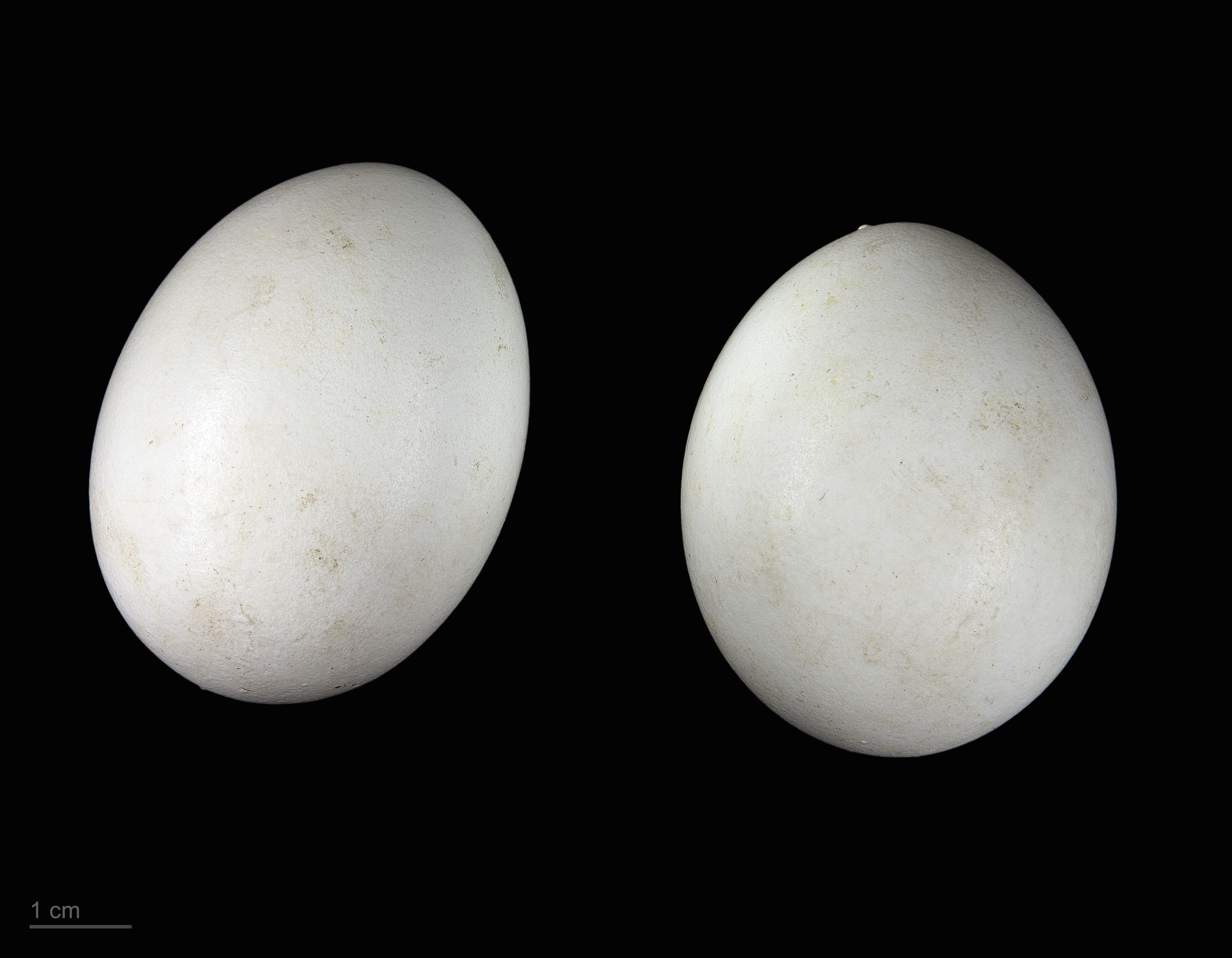
Circus aeruginosus

|  |  |